# Rhyparus azumai
Rhyparus azumai  (лат.) — вид жуков из подсемейства афодиин внутри семейства пластинчатоусых. Распространён в Японии. Длина тела имаго 5—5,4 мм. Жуки чёрно-коричневые. На основании предвершинного бугорка надкрылий и конце пришовного киля имеется пучок длинных волосков. Внутренние кили переднеспинки к основанию расходятся.